# Daniel Hermoso Pérez
Daniel Hermoso Pérez (Mallorca), conegut pel nom encobert Daniel Hernàndez Pons, és un agent espanyol infiltrat pertanyent al Cos Nacional de Policia espanyol. S'infiltrà durant tres anys en els moviments socials de Barcelona incorporant-se al centre social La Cinètika l'any 2020 i arribant a establir relacions sexoafectives instrumentals amb dones activistes per tal d'introduir-se en assemblees, jornades i manifestacions. És una de les identitats conegudes de la infiltració de policies espanyols en moviments socials dels Països Catalans dels anys 2020.

## Procés d'infiltració
La infiltració de Daniel Hermoso Pérez sota el nom fals de Daniel Hernàndez Pons coincidiria en el temps amb la de Marc Hernàndez Pons (de nom real Ignacio José Enseñat Guerra) i, per tant, es tractaria d'una operació d'introducció múltiple d'espies en l'activisme. Daniel a inicis de juny de 2020 tenia 31 anys i es presentà per primera vegada el 5 de juny al gimnàs del centre social ocupat La Cinètika al passeig de Fabra i Puig de Barcelona. Aviat va anar transformant la seva imatge física amb tatuatges diversos com una estrella de vuit puntes també anomenada "estrella del caos" molt utilitzada per moviments anarquistes, així com diverses arracades, cabells pentinats en cresta i samarretes amb missatges antifeixistes i contra la policia. En un principi Daniel digué provenir de Palma, però no se'n va poder corroborar informació del seu passat allà.
El que si es conegué posteriorment gràcies a la investigació de La Directa és que l'agent encobert havia passat per l'escola de policia d'Àvila en el bienni 2018-2019. Havia ingressat, però l'11 de setembre de 2017 i assistí a classe nou mesos i dotze mesos va fer les pràctiques. També que la seva graduació fou el 24 de juny de 2019 i que va ser enviat en missió secreta a Barcelona instal·lant-se a un sobreàtic del carrer Flor de Neu a tocar de l'avinguda de la Meridiana des d'on es desplaçava dos o tres cops per setmana fins a la plaça de les Palmeres on sovint se'l veia prenent cerveses mentre conversava assegut als bancs fins ben passada la mitjanit, fins i tot encarant-se amb un agent de la Guàrdia Urbana que durant el toc de queda nocturn derivat de la pandèmia de Covid 19 el volgué identificar per sancionar-lo.
Daniel es definí com a anarquista i fou un habitual en festes, concerts i activitats nocturnes, consumint alcohol i diverses substàncies estupefaents com MDMA o èxtasi, a les quals tenia una sorprenent facilitat d'adquisició. Aquesta confiança li facilità introduir-se a habitatges, centres socials i ateneus de diversos moviments socials, fins i tot obtenint-ne les claus i establint relacions sexoafectives també mitjançant aplicacions de cites com OkCupid, arribant a saber-se almenys la relació amb vuit dones diferents en tres anys, amb dues de les quals arribà a establir una relació de parella.
Com a agent encobert fou molt actiu en les manifestacions com la de contra l'empresonament de Pablo Hasél el febrer de 2021 en la qual fou un dels manifestants encapsulats pels Mossos d'Esquadra al carrer Gran de Gràcia durant la protesta. També va estar present en almenys quatre desnonaments encarant-se fins i tot amb un escamot de l'empresa de desallotjaments extrajudicials Desokupa. El 7 d’abril de 2021, va participar en la resistència a una intervenció dels Mossos d’Esquadra al carrer Llenguadoc i es va agafar dels braços amb altres activistes a la porta de l’immoble després que hi arribés la comitiva judicial, motiu pel qual va ser sancionat pels antiavalots de la Brigada Mòbil amb una multa de 600 euros, en aplicació de la Llei mordassa, i no va presentar recurs a la sanció administrativa i, segons va explicar al seu entorn, no la va pagar. A més, assistiria fins i tot a un desplaçament a Vitòria (País Basc) per assistir a la primera edició de la trobada llibertària de la ciutat, Topaketa Libertarioak, que es va celebrar entre el 16 i el 19 de setembre de 2021, i un temps després de la visita a Errekaleor, l’agent encobert va assistir a una formació del col·lectiu madrileny ja extint "Cultura de la Seguretat". La seva atapeïda agenda d'oci alternatiu va ser molt activa, assistint a festes majores de la Prosperitat, el Poble-sec, Gràcia, Vallcarca i Sants, així com esdeveniments als espais autogestionats i comunitaris Can Masdeu, Can Batlló, Kasa de la Muntanya, l’Ateneu l’Harmonia i La Comunal (Barcelona), i la Lokomotiva (l’Hospitalet de Llobregat). I, com a mínim, també va estar present a un dels talls de la plataforma Meridiana Resisteix i a una manifestació contra l’amenaça de desallotjament de l’antiga Escola Massana del Raval.
La infiltració de Daniel saltaria pels aires el 7 de juny de 2022, quan començà a aparèixer les primeres informacions de l'altre agent infiltrat Marc Hernàndez Pons. Donant-se la circumstància els dos agents encoberts havien tingut els mateixos cognoms falsos i, per tant, s'hauria pogut planejar com un estratagema molt arriscat de fer-los passar per una parella de germans. El que sí que es confirmà és que Daniel era originar de l'illa de Mallorca. L'agent continuà en actiu fins al 29 de gener de 2023 amb els comptes d'Instagram @cow_tard i @tosabi.xd així com a WhatsApp i Telegram, però ja no es trobaria a Barcelona sinó a Granada on digué que havia anat a recollir l'oliva i posteriorment hauria aconseguit una feina "molt ben remunerada" a Palma, declarant que posteriorment marxaria a Dinamarca, tot i que fotografies posteriors el situarien al polígon industrial de Quart de Poblet (l'Horta).
En descobrir-se la infiltració el centre social ocupat La Cinètika del barri de Sant Andreu de Palomar de Barcelona difongué un comunicat que titllà d'"abús arbitrari" la infiltració de l'agent de Cos Nacional de Policia espanyola. A més, el sindicat CGT, on militava una de les dones amb qui el policia va mantenir una relació sexoafectiva, publicà un text on encoratjava a "la denúncia" i a la "resistència". Cinc dones afectades pel cas d'aquest agent encobert presentaren una querella criminal amb el suport d'Iridia i la CGT, contra l’agent, el seu superior i el Ministeri de l'Interior espanyol per haver comès un delicte d'abusos sexuals, contra la integritat moral, de revelació de secrets i d'impediment de l'exercici de drets cívics. La Fiscalia espanyola feu públic un escrit el 18 de juliol de 2023 en què demanà al jutjat d’instrucció 21 de Barcelona que no admetés a tràmit la querella criminal pel cas del policia espanyol infiltrat, admetent així que tenien coneixement del cas, però que "no es revelava la comissió de cap fet subsumible en un tipus delictiu" i explicità que el fet que “les querellants tinguessin sentiments de malestar a posteriori no converteix la seva experiència en un acte degradant”.
Posteriorment, es conegué que els pares de l'agent encobert residiren uns anys a Mallorca, on el pare ja mort, era funcionari, tenia denúncies per violència de gènere, i seria originari de Granada, segons sembla amb familiars a Albolote. L'agent va ser escolaritzat a Palma i va ser alumne de Dret de la UIB.
Les últimes informacions que es tingueren de Daniel Hermoso Pérez fou que va ser recompensat pel ministre Marlaska destinant-lo a treballar a una ambaixada. Amb un sou de 10.000 euros mensuals podent arribar a cobrar fins a 20.000 euros mensuals amb els plusos.
En una resolució del 25 de juliol de 2024, l’Audiència de Barcelona rebutjà investigar Daniel Hermoso pel delicte d'abusos sexuals, contra la integritat moral, revelació de secrets i impediment de l'exercici de drets civils. Es reafirmà així el criteri de la Fiscalia i el jutjat d’instrucció 21 de Barcelona, que també varen rebutjar investigar el cas tal com demanen les vuit dones afectades per la infiltració policial.